# Lockdown (2010)
Lockdown (2010) foi um evento em formato de pay-per-view promovido pela Total Nonstop Action Wrestling, ocorreu no dia 18 de abril de 2010 no Family Arena na cidade Saint Charles, Missouri. Foi a sexta edição da cronologia do evento Lockdown na história da TNA. Mantendo a tradição os combates foram realizados com uma jaula em torno do ringue. Sua frase lema foi: "Every Match Inside the Steel Cage".

## Resultados
| #                                                         | Lutas | Estipulação                                                                                     | Tempo |
| --------------------------------------------------------- | --- | ----------------------------------------------------------------------------------------------- | ----- |
| 1                                                         | Rob Van Dam derrotou James Storm | Steel Cage match para definir quem teria a vantagem inicial de membros no Lethal Lockdown match | 06:37 |
| 2                                                         | Homicide derrotou Alex Shelley, Chris Sabin e Brian Kendrick | Xscape match para definir o terceiro participante da luta pelo vago TNA X Division Championship | 04:58 |
| 3                                                         | Kevin Nash derrotou Eric Young | Steel Cage match                                                                                | 04:50 |
| 4                                                         | The Beautiful People (Velvet Sky & Madison Rayne) (c) (com Lacey Von Erich) derrotaram Angelina Love (c) e Tara Madison Rayne fez o pin e ganhou o TNA Women's Knockout Championship. | Steel Cage match pelos TNA Knockout Tag Team Championship e TNA Knockouts Championship          | 05:10 |
| 5                                                         | Kazarian derrotou Shannon Moore e Homicide | 3-Way Steel Cage match pelo vago TNA X Division Championship                                    | 09:07 |
| 6                                                         | Team 3D (Brother Ray & Brother Devon) derrotaram The Band (Scott Hall & Kevin Nash).                                                                                                  | St. Louis Street Fight match                                                                    | 06:45 |
| 7                                                         | Kurt Angle derrotou Mr. Anderson | Steel Cage match (Para vencer era necessário escapar da jaula)                                  | 20:55 |
| 8                                                         | A.J. Styles (c) derrotou D'Angelo Dinero | Steel Cage match pelo TNA World Heavyweight Championship                                        | 13:35 |
| 9                                                         | Team Hogan (Abyss (cap), Jeff Jarrett, Rob Van Dam e Jeff Hardy) derrotou Team Flair (Sting (cap), Beer Money, Inc. (Robert Roode & James Storm) e Desmond Wolfe)                     | Lethal Lockdown match                                                                           | 30:10 |
| (c) - Campeões antes das lutas (cap) Capitães das equipes | |                                                                                                 |       |